# 羅拔·堅尼地
羅拔·堅尼地·紐尼斯·拿斯文圖（葡萄牙語：Robert Kenedy Nunes Nascimento，1996年2月8日—）是巴西的職業足球運動員，司職左閘或翼鋒，現效力於西甲球會華拉度列。

## 爭議
2017年7月21日，肯尼迪参加2017年国际冠军杯中国赛期间，他通过Instagram上的短视频功能发布了一段自拍，在提到中国时，用葡萄牙语配上了相当于英文“F”字眼的字幕，之后又在另一段视频中拍下了一名靠在门上的中国保安员，用葡语配上字幕“醒醒，中国”。
肯尼迪也在事后就有关言行道歉。
他在个人Facebook上说，如果有人因为他“使用了某种表达而感到伤心”，他表示遗憾；肯尼迪还表示，他没有种族歧视的意思，他的帖子“只是一种表达方式”。
7月23日，切尔西官方发布声明就肯尼迪中國事件表示道歉。

## 外部連結
- Soccerway資料庫：羅拔·堅尼地